# Lithocarpus bassacensis
Lithocarpus bassacensis är en bokväxtart som först beskrevs av Paul Robert Hickel och Aimée Antoinette Camus, och fick sitt nu gällande namn av Euphemia Cowan Barnett. Lithocarpus bassacensis ingår i släktet Lithocarpus och familjen bokväxter.
Artens utbredningsområde är Kambodja. Inga underarter finns listade.